# Будаково (Калужская область)
Будаково — деревня в Перемышльском районе Калужской области, в составе муниципального образования Сельское поселение «Деревня Большие Козлы».

## География
Расположена в одном километре от федеральной автотрассы Р-132 «Золотое кольцо», в 36 километрах на северо-восток от районного центра — села Перемышль и в 9 километрах на восток от областного центра — города Калуги. Рядом деревня Крутицы и река Ока.

## Население
| 2002 | 2010 |
| ---- | ---- |
| 15   | ↗25  |

## История
О поселениях в этих местах известно с древнейших времён. В атласе Калужского наместничества, изданного в 1782 году, упоминается и нанесена на карты деревня Будакова Калужского уезда, 6 дворов и по ревизии душ — 24.

Деревня Будакова Сергея Петрова сына Кологривова, Анны Игнатьевны Похвисневой. На правой стороне речки Соколовки, лес дровяной.— Описания и алфавиты к Калужскому атласу
В 1858 году сельцо (вл.) Будакова 3-го стана Калужского уезда, при реке Оке, 18 дворов — 158 жителей, по левой стороне Киевского тракта.
В «Списке населённых мест Калужской губернии», изданного в 1914 году, упоминается деревня Будаково Покровской волости Калужского уезда Калужской губернии в которой постоянно проживало 243 человека, имелась собственная земская школа.
В годы Великой Отечественной войны деревня была оккупирована войсками Нацистской Германии с начала октября по конец декабря 1941 года. Освобождена в ходе Калужской наступательной операции частями 50-й армии генерал-лейтенанта И. В. Болдина.